# 蕭曅
武陵昭王萧曅（467年—494年4月27日），《南齊書》名作曅，《南史》名作曄，《南齊書》字作宣照，《南史》字作宣昭，南齐宗室，兰陵兰陵人。齐高帝萧道成第五子，罗太妃所生。

## 生平
罗氏随萧道成在淮阴，以罪被杀，当时萧曅年四岁，思慕不异成人，被父亲宠爱。开始为冠军将军，转征虏将军。萧曅刚颖俊出，善于围棋，与诸王共作短句，诗学谢灵运体，以呈给皇帝，皇帝说：“见汝二十字，诸儿作中最为优者。但康乐放荡，作体不辨有首尾，安仁、士衡深可宗尚，颜延之抑其次也。”建元三年（481年），出为持节、都督会稽郡东阳郡新安郡永嘉郡临海郡五郡军事、会稽太守，将军如故。齐高帝遣儒士刘瓛到会稽郡，为萧曅讲《五经》。
齐武帝即位，进号左将军，入为中书令，将军如故。转散骑常侍，太常卿。又为中书令，迁祠部尚书，常侍并如故。萧曅不被兄长武帝所喜，未尝出镇，多次因言忤旨。齐武帝到豫章王萧嶷的东田宴会诸王，就是不召萧曅。萧嶷说：“风景殊美，今日甚忆武陵。”皇帝才召他来。萧曅善射，屡发命中，看着周围四坐说：“手如何？”齐武帝非常反感。萧嶷说：“阿五常日不尔，今可谓仰藉天威。”齐武帝才没有责怪。后来在华林赌射，齐武帝敕萧曅叠破，凡放六箭，五破一皮，赐钱五万。
之后，出为江州刺史，常侍如故。萧曅出外镇，齐武帝想求萧曅的宅第给诸皇子。萧曅说：“先帝赐臣此宅，使臣歌哭有所。陛下欲以州易宅，臣请不以宅易州。”到镇百余日，典签赵渥之上奏萧曅的过失，于是征还，为左民尚书。不久，转前将军，太常卿，不得志。冬节问讯，诸王皆出，只有萧曅后来，齐武帝已还便殿，听说萧曅到了，派人去问。萧曅说牛弱，不能上路。皇帝敕车府给副御牛一头。敕主客：“自今诸王来不随例者，不得复为通。”为丹阳尹，常侍、将军如故。始不复置行事，得自亲政。转侍中，护军将军。给油络车。又给扶二人。武帝遗诏命他为卫将军，开府仪同三司，给鼓吹一部。
武帝大行在殡，竟陵王萧子良在殿内，太孙萧昭业未立，众论纷纷。萧曅说：“若立长则应在我，立嫡则应在太孙。”萧昭业为皇帝，很信赖萧曅。隆昌元年四月辛巳日（494年4月27日），年二十八，萧曅去世。赐东园秘器，朝服。赠司空，侍中如故。谥昭。给节，班剑二十人。

## 屬官

### 府佐
冠軍府（479年－）
- 蕭赤斧，武陵王冠軍長史[6]
- 劉祥，武陵王冠軍功曹[7]
- 劉璡，武陵王冠軍參軍[8]
- 蕭諶，武陵王冠軍參軍[9]
- 蕭敷，武陵王冠軍行參軍[10]

征虜府（－482年）
- 王諶，武陵王征虜長史，行府事[11]
- 荀伯玉，武陵王征虜司馬[12]
- 劉祥，武陵王征虜功曹[7]
- 陸慧曉，武陵王征虜功曹[13]
- 劉璡，武陵王征虜參軍[8]
- 沈憲，武陵王征虜參軍[14]
- 蕭敷，武陵王征虜行參軍[10]

左軍府（482年－）
- 沈憲，武陵王左軍司馬[14]

護軍府（492年－493年）
- 張稷，武陵王護軍司馬[15]

衛軍府（493年－494年）
- 袁昂，武陵王衛軍長史[16]

### 國官
武陵王國（479年－494年）
- 王琨，武陵王師[17]
- 張充，武陵王友[18]
- 裴子野，武陵王國左常侍[19]

## 子
- 蕭子某，名字、生平不詳，襲封武陵郡王。
- 第三子：蕭子坦，出繼衡陽元王蕭道度為孫，襲封衡陽郡王。[20][21]